# Masdevallia chaetostoma
Masdevallia chaetostoma är en orkidéart som beskrevs av Carlyle August Luer. Masdevallia chaetostoma ingår i släktet Masdevallia och familjen orkidéer. Inga underarter finns listade i Catalogue of Life.